# Damián Toledo
Damián Ezequiel Toledo (San Miguel, Tucumán, Argentina, 12 de febrero de 1983) es un futbolista argentino. Juega como volante central y su club actual es San Telmo de la Primera B Nacional de Argentina.

## Trayectoria

### Deportivo Morón
En el retorno a la segunda división del gallito continuó en el equipo pero mucho más relegado, terminó disputando sólo 9 partidos en los que convirtió 2 goles.

### San Telmo
Se confirma su llegada para disputar el Campeonato de Primera B 2018-19. Debuta como titular con la 5 en la espalda en la primera fecha del campeonato contra Fenix disputando los 90 minutos. Recién en la sexta fecha convertiría su primer gol en el partido contra Colegiales de Munro. Tras un buen campeonato se clasifican al reducido para disputar el ascenso debiendo disputar la semifinal contra Colegiales de Munro. Arranca el primer partido como titular al igual que en el partido de vuelta, siendo que en ninguno convirtió goles. De cara a las finales se enfrentarán con All Boys, disputando los dos partidos como titular pero perdiendo la final en el global por 4 a 3. En total disputó 35 partidos en los que convirtió seis goles, siendo una de las figuras del equipo.
En la siguiente temporada, de cara al Campeonato de Primera B 2019-20 continuó en el equipo de la Isla Maciel, siendo capitán y una de sus figuras. Debuta en el primer partido del campeonato contra Defensores Unidos, disputando los 90 minutos. Su primer gol del campeonato lo convertiría contra Sacachispas de penal. Por la pandemia de Covid se suspendió el campeonato y los ascensos, no obstante, se clasifican a la Copa Argentina 2020. En total disputó 23 partidos en los que convirtió 4 goles.
Continúa en San Telmo de cara al Campeonato Transición de Primera B 2020, debuta como titular en la derrota contra Deportivo Armenia por la primera fecha del campeonato. Termina disputando todos los partidos de la fase clasificatoria en la que terminan primeros en su zona, clasificándose al reducido, donde disputaría el primer partido contra Villa San Carlos, venciéndolo con Damián como titular y clasificándose a la semi, partido que se perdería por acumulación de amarillas, no obstante San Telmo gana el partido y se clasifica a la final contra Tristán Suárez, final que termina disputando todo el partido pero que pierde con el lechero, de todas formas consigue ascender al ganarle por penales a Deportivo Madryn. En total disputó 7 partidos en los que no convirtió goles, estos se suman a los 4 partidos de Copa Argentina para un total de 11 partidos.
Se confirma su continuidad de cara al Campeonato de Primera Nacional 2021. Debuta en la primera fecha con el cinco en la espalda y la cinta de capitán, completa los 90 minutos sin convertir goles. Su primer gol en el campeonato lo convierte en la fecha siguiente. Si bien el equipo no consigue clasificarse al reducido, consigue la permanencia en la categoría de cara a la siguiente temporada. En total disputa 33 partidos en los que convirtió 3 goles.
En la siguiente temporada disputó el Campeonato de Primera Nacional 2022. Debuta en el primer partido de la temporada recibiendo una amonestación pero completando los 90 minutos. En total disputaría 31 partidos en los que no convirtió goles.

## Estadísticas
Actualizado al 14 de octubre de 2023

| Banfield Argentina | 1.ª           | 2002-03       | 1   | 0  | 0 | 0 | — | — | 1   | 0  | 0    |
| Banfield Argentina | 1.ª           | 2003-04       | 2   | 0  | 0 | 0 | — | — | 2   | 0  | 0    |
| Banfield Argentina | 1.ª           | 2004-05       | 7   | 0  | 0 | 0 | — | — | 7   | 0  | 0    |
| Banfield Argentina | 1.ª           | 2005-06       | 4   | 0  | 0 | 0 | — | — | 4   | 0  | 0    |
| Banfield Argentina | Total club    | Total club    | 14  | 0  | 0 | 0 | 0 | 0 | 14  | 0  | 0    |
| Atl. Rafaela Argentina | 2.ª           | 2006-07       | 37  | 4  | 0 | 0 | — | — | 37  | 4  | 0.11 |
| Atl. Rafaela Argentina | Total club    | Total club    | 37  | 4  | 0 | 0 | 0 | 0 | 37  | 4  | 0.11 |
| Tiro Federal Argentina | 2.ª           | 2007-08       | 24  | 0  | 0 | 0 | — | — | 24  | 0  | 0    |
| Tiro Federal Argentina | Total club    | Total club    | 24  | 0  | 0 | 0 | 0 | 0 | 24  | 0  | 0    |
| Instituto Argentina | 2.ª           | 2008-09       | 31  | 1  | 0 | 0 | — | — | 31  | 1  | 0.03 |
| Instituto Argentina | Total club    | Total club    | 31  | 1  | 0 | 0 | 0 | 0 | 31  | 1  | 0.03 |
| Ferro Argentina | 2.ª           | 2009-10       | 29  | 0  | 0 | 0 | — | — | 29  | 0  | 0    |
| Ferro Argentina | Total club    | Total club    | 29  | 0  | 0 | 0 | 0 | 0 | 29  | 0  | 0    |
| Chacarita Juniors Argentina | 2.ª           | 2010-11       | 33  | 5  | 0 | 0 | — | — | 33  | 5  | 0.15 |
| Chacarita Juniors Argentina | 2.ª           | 2011-12       | 35  | 1  | 1 | 0 | — | — | 36  | 1  | 0.03 |
| Chacarita Juniors Argentina | Total club    | Total club    | 68  | 6  | 1 | 0 | 0 | 0 | 69  | 6  | 0.09 |
| Independiente Rivadavia Argentina | 2.ª           | 2012-13       | 29  | 2  | 1 | 0 | — | — | 30  | 2  | 0.07 |
| Independiente Rivadavia Argentina | Total club    | Total club    | 29  | 2  | 1 | 0 | 0 | 0 | 30  | 2  | 0.07 |
| Patronato Argentina | 2.ª           | 2013-14       | 17  | 0  | 1 | 0 | — | — | 18  | 0  | 0    |
| Patronato Argentina | Total club    | Total club    | 17  | 0  | 1 | 0 | 0 | 0 | 18  | 0  | 0    |
| Deportivo Morón Argentina | 3.ª           | 2014          | 19  | 1  | 0 | 0 | — | — | 19  | 1  | 0.05 |
| Deportivo Morón Argentina | 3.ª           | 2015          | 12  | 1  | 0 | 0 | — | — | 12  | 1  | 0.08 |
| Deportivo Morón Argentina | 3.ª           | 2016          | 13  | 0  | 0 | 0 | — | — | 13  | 0  | 0    |
| Deportivo Morón Argentina | 3.ª           | 2016-17       | 24  | 0  | 0 | 0 | — | — | 24  | 0  | 0    |
| Deportivo Morón Argentina | 2.ª           | 2017-18       | 7   | 1  | 2 | 1 | — | — | 9   | 2  | 0.22 |
| Deportivo Morón Argentina | Total club    | Total club    | 74  | 3  | 2 | 1 | 0 | 0 | 76  | 4  | 0.05 |
| San Telmo Argentina | 3.ª           | 2018-19       | 35  | 6  | 0 | 0 | — | — | 35  | 6  | 0.17 |
| San Telmo Argentina | 3.ª           | 2019-20       | 23  | 4  | 0 | 0 | — | — | 23  | 4  | 0.17 |
| San Telmo Argentina | 3.ª           | 2020          | 7   | 0  | 4 | 0 | — | — | 11  | 0  | 0    |
| San Telmo Argentina | 2.ª           | 2021          | 33  | 3  | 0 | 0 | — | — | 33  | 3  | 0.09 |
| San Telmo Argentina | 2.ª           | 2022          | 31  | 0  | 0 | 0 | — | — | 31  | 0  | 0    |
| San Telmo Argentina | 2.ª           | 2023          | 22  | 0  | 0 | 0 | — | — | 22  | 0  | 0    |
| San Telmo Argentina | Total club    | Total club    | 151 | 13 | 4 | 0 | 0 | 0 | 155 | 13 | 0.08 |
| Total carrera | Total carrera | Total carrera | 474 | 29 | 9 | 1 | 0 | 0 | 483 | 30 | 0.06 |
| (1) La copa nacional se refiere a la Copa Argentina y Supercopa Argentina . (2) La copa internacional se refiere a la Copa Sudamericana, Recopa Sudamericana, Copa Libertadores y Copa Suruga Bank. |               |               |     |    |   |   |   |   |     |    |      |

## Palmarés
| Ascenso                    | Club      | Año     |
| -------------------------- | --------- | ------- |
| Subcampeonato de Primera B | San Telmo | 2018-19 |
| Subcampeonato de Primera B | San Telmo | 2020    |
| Ascenso                    | San Telmo | 2020    |